# Formación Los Alamitos
La Formación Los Alamitos en una formación geológica datada alrededor de 83 a 65 millones de años atrás en el Campaniense y Maastrichtiense durante el Cretácico superior en la Provincia del Río Negro, noreste de la Patagonia, Argentina. Cuando se formó el ambiente dominante era lacustre, más salobre que dulce, las aguas fueron oxigenadas, dando un lago permanente y bajo. La litografía incluye piedras de sílice dominantes y piedras de arcilla (raras) masivas, laminados u ondulados, color amarillento en la parte más inferior de las secuencias a las tonalidades rojizas, anaranjadas, marrones y púrpuras en la parte superior, y a las piedras areniscas masivas. Se han encontrado restos de dinosaurios en esta formación.

## Fauna

### Peces
- Chondrichthyes
  - Batoidei
    - Batoidei indet.
- Osteichthyes
  - Teleostei
    - Siluriformes
      - Siluriformes indet.
      - Ariidae
        - Ariidae indet.

      - Diplomystidae
        - Diplomystidae indet.

    - Perciformes
      - Sparidae
        - Sparidae indet.

    - Percodei
      - Percoidei indet.

  - Gnathostomata
    - Lepisosteiformes
      - Atractosteus sp.
      - Lepisosteidae
        - Lepisosteidae indet.

      - Semionotidae
        - Lepidotes sp.

  - Gnathostomata
    - Ceratodontiformes
      - Ptychoceratodontidae
        - Ceratodus iheringi

### Anfibios
- Amphibia
  - Anura
    - Pipidae
      - Xenopus sp.

    - Leptodactylidae
      - Leptodactylidae indet.

### Reptiles
- Reptilia
  - Anapsida
    - Testudines
      - Meiolaniidae
        - Niolamia sp.

      - Chelidae
        - Chelidae informal indet. A
        - Chelidae informal indet. B
        - Chelidae informal indet. C
        - Chelidae informal indet. D

  - Squamata
    - Serpentes
      - Madtsoiidae
        - Alamitophis rionegrinus
        - Patagoniophis parvus
        - Rionegrophis madtsoioides

### Dinosaurios
- Dinosauria
  - Saurischia
    - Sauropoda
      - Aeolosaurini
        - Aeolosaurus sp.

      - Saltasauridae
        - Saltasauridae indet.

  - Ornithischia
    - Ornithopoda
      - Hadrosauridae
        - Secernosaurus koerneri (=Kritosaurus australis)
        - Hadrosauridae indet.

### Mamíferos
- Mammalia
  - Allotheria
    - Triconodonta
      - Austrotriconodontidae
        - Austrotriconodon mckennai

  - Gondwanatheria
    -  Gondwanatheria indet.
      - Sudamericidae
        - Gondwanatherium patagonicum

      - Ferugliotheriidae
        - FerugliotheriumFerugliotherium windhauseni

  - Cladotheria
    - Dryolestida
      - Mesungulatidae
        - Mesungulatum houssayi

      - Dryolestidae
        - Groebertherium novasi
        - Groebertherium stipanicici